# Pepillo Salcedo (kommun)
Pepillo Salcedo är en kommun i Dominikanska republiken.   Den ligger i provinsen Monte Cristi, i den nordvästra delen av landet, 220 km nordväst om huvudstaden Santo Domingo. Antalet invånare i kommunen är cirka 9 000.
Terrängen i Pepillo Salcedo är platt.